# Verwaltung Norwegens (Mittelalter)
Die Verwaltung Norwegens im Mittelalter hing von den jeweiligen Herrschaftsstrukturen ab.

## Vorgeschichte
Im letzten Jahrtausend v. Chr. war entlang der Küste von Nordwest-Norwegen die Gesellschaft in hohem Maße nach Süd-Skandinavien orientiert. Sie hatte in unterschiedlichem Maße den Ackerbau in ihre Wirtschaft integriert und signalisierte zusätzlich ihre „südliche“ Verbindung unter anderem durch die Risvik-Keramik (Norwegen) und durch Grabhügel. Wahrscheinlich waren diese Gesellschaften auch von einer zunehmenden Hierarchisierung geprägt. In den Jahrhunderten nach der Zeitenwende verfestigte sich die Ackerbauwirtschaft. Weitere Prozesse der sozialen Stratifikation in der jüngeren Römerzeit und in der Völkerwanderungszeit (200–600 n. Chr.) führten dazu, dass hierarchisch organisierte Häuptlingstümer die dominierende Gesellschaftsform in den Küstengesellschaften bis hinauf nach Süd-Troms und Mittel-Norrland wurde. Die Herrschaft beruhte auf einer redistributiven Ökonomie, das heißt, der Häuptling legitimierte seine Herrschaft dadurch, dass er die Abgaben, die er einnahm, an seine Klientel weiterverteilte. Die Herrschaftsgebiete beschränkten sich auf die Küstenregion. Das Binnenland war das Gebiet der Samen.
Der Gegensatz „wir – die anderen“ hatte eine geografische und ökonomische Komponente, die über viele Generationen zu einer relativ festgezurrten Grenze, wo man sich als Norrøn niederlassen konnte, institutionalisiert worden war. Diese geistige Disziplinierung des „geografischen Verhaltens“ kann außerdem durch Vorstellungen über das Land der „anderen“ als gefährlich oder von bösen Mächten bewohnt gefestigt und begründet worden sein. Sich in die „Ödnis“ im Fjordinneren oder ins Binnenland zu begeben, hieß die sichere Welt zu verlassen, die durch den Hof und das kultivierte Land gekennzeichnet war.
In den samischen Gebieten Norwegens war die Herrschaft auf die Clans aufgeteilt und nach der Deutung archäologischer Funde weitestgehend egalitär. Das gilt sowohl für die Seesamen an der Küste als auch für die nomadisierenden Jägergemeinschaften des Binnenlandes.
In der ausgehenden Metallzeit begann bei den Völkern germanischer Ethnizität eine gesellschaftliche Stratifizierung, die vom Süden her nach Norden vordrang. In der frühen Wikingerzeit waren die landschaftlichen Einheiten weitestgehend selbständig und wurden von Häuptlingen Kleinkönigen beherrscht. Ihnen unterstanden Geschlechter von Großbauern mit ihrer Klientel und ihren Hintersassen. Es handelte sich um eine Kombination zwischen Territorialherrschaft und Gefolgschaftsherrschaft.

## Mittelalter

### Beginn
Mit Harald Hårfagre setzte allmählich eine Zentralisierungstendenz ein. Dem König zur Seite stand der „Lendr maðr“. Es handelte sich dabei um einige wenige besonders mächtige Großgrundbesitzer, die vom König oder von einem Jarl Landgüter zugeteilt bekamen. Aber ihre Macht beruhte – anders als im Feudalismus – auf ihrem eigenen Grundbesitz.
12. Jahrhundert wurde die Bezeichnung „Sysle“ für einen Verwaltungsdistrikt eingeführt. Die Einteilung in Sysla wurde unter König Sverre durchgeführt. Es gab 50 Sysla unterschiedlicher Größe. Dabei wurde auch eine neue Ämterorganisation geschaffen, und mit ihr entstand auch ein neuer Amtsadel der „Sysselmänner“. Sie bestellten für ihren Bezirk „Lensmänner“. Mit der Zeit feudalisierte dieser Adel, und bei Erlass des Landslov durch König Magnus lagabætir 1273 war dieser Prozess weitestgehend abgeschlossen und der Sysselmann ein königlicher Verwalter, der auch die königlichen Abgaben erhob. Er übte die Polizeigewalt und das Amt eines Kronvogtes aus. Er war auch Befehlshaber der Leidangsmiliz in seinem Bezirk. Diese Machtfülle rief bald Widerstände hervor. König Håkon V. schaffte 1308 diese konzentrierte Machtstellung ab und zog die Krongüter wieder ein. An die Stelle trat eine Verwaltungsorganisation nach dem Vorbild Englands. Sie war dreistufig: Lensherr, Vogt und (Bauern)lensmann. Der Vogt unterstand dem Lehnsherr. Als der Lehnsherr später verschwand, wurde der Vogt ein wichtiges Glied in der königlichen Verwaltung. Er war im Namen des Königs für Recht und Gesetz verantwortlich. Er delegierte oft Aufgaben auf den Lehnsmann.
In Bezug auf das von Samen bewohnte Binnenland kam im 13. Jahrhundert das Institut der „Oberherrschaft“ auf, die mit Tributpflicht verbunden war.
Neben der königlichen Verwaltung gab es auch eine bischöfliche Verwaltung über die kirchlichen Besitztümer, soweit sie nicht im Klosterbesitz standen. Sie wurde im Auftrag des Bischofs durch die Setesvein wahrgenommen.

## Spätzeit

Verwaltungsgebiete Norwegens im Mittelalter (heutige Staatsgrenzen in Grau)

Im Mittelalter bis in zum Ende des 18. Jahrhunderts gab es in Norwegen eine administrative Zweiteilung in „Nordafjelske Norge“ und „Sønnafjelske Norge“. Diese Grenzziehung war im 15. Jahrhundert und in der Reformationszeit eine wichtige Einteilung. Der norwegische Reichsrat war in der letzten Zeit seines Bestehens in zwei Gremien aufgeteilt, nämlich in den „Reichsrat Nordanfjells“ und den „Reichsrat Sunnanfjells“. Jeder der beiden tagte für sich und der König und andere korrespondierten mit ihnen gesondert. Beide Landesteile hatten auch ihre eigenen Statthalter; Olav Galle wird 1525 als „staets holdher søndenfieldtz i Norge“ und Henrik Krummedike wird als Statthalter „Söndanfjels“ bezeichnet. In der Reformationszeit kamen die Bezeichnungen „Nordafjels“ und „Sønnafjels“ in den allgemeinen Gebrauch.
Um 1500 wird auch Lindesnes als südliche Grenze genannt. Aber normalerweise wurde ganz Agder (heute in Aust-Agder und Vest-Agder geteilt) zum Sønnafjelske Norge gerechnet. In der Zeit des Absolutismus und unter Struensee umfasste Nordanfjellske Norge auch Vestlandet bis hinunter nach Åna-Sira. „Sønnafjelske Norge“ lag südlich von Dovre und östlich von Langfjell. Die Verwaltungshauptstadt für „Nordafjelske Norge“ war Bergen, für „Sønnafjelske Norge“ Oslo. In der Bevölkerung wurde später das Dovrefjell als Grenze zwischen den beiden Gebieten aufgefasst, eine recht junge Einteilung.  Die Grenze zwischen den beiden Gebieten orientierte sich im 19. Jahrhundert grob am 60. Breitengrad.